# Yezonychus cornus
Yezonychus cornus är en spindeldjursart som först beskrevs av Pritchard och Baker 1955.  Yezonychus cornus ingår i släktet Yezonychus och familjen Tetranychidae. Inga underarter finns listade i Catalogue of Life.